# Mali Rastovac
Mali Rastovac (1931-ben Maloobradovački Rastovac) falu Horvátországban Verőce-Drávamente megyében. Közigazgatásilag Crnachoz tartozik.

## Fekvése
Verőcétől légvonalban 50, közúton 64 km-re délkeletre, községközpontjától légvonalban 5, közúton 10 km-re délkeletre, Szlavónia középső részén, a Drávamenti-síkságon, Breštanovac és Veliki Rastovac között fekszik.

## Története
A 20. század elején keletkezett Donje Predrijevo keleti, Rastovac nevű határrészén. Az 1913-as helységnévtárban még Veliki Rastovaccal együtt Orahovički Rastovac néven 118 lakossal szerepel. Lakosságát 1931-ben számlálták meg először önállóan, akkor Maloobradovački Rastovac néven 191 lakosa volt. 1991-ben lakosságának 73%-a horvát, 26%-a szerb nemzetiségű volt. 1993-ban a független horvát állam keretei között újra megalakult önálló Crnac község része lett. 2011-ben 54 lakosa volt.

## Lakossága
| Lakosság változása | Lakosság változása | Lakosság változása | Lakosság változása | Lakosság változása | Lakosság változása | Lakosság változása | Lakosság változása | Lakosság változása | Lakosság változása | Lakosság változása | Lakosság változása | Lakosság változása | Lakosság változása | Lakosság változása | Lakosság változása |
| ------------------ | ------------------ | ------------------ | ------------------ | ------------------ | ------------------ | ------------------ | ------------------ | ------------------ | ------------------ | ------------------ | ------------------ | ------------------ | ------------------ | ------------------ | ------------------ |
| 1857               | 1869               | 1880               | 1890               | 1900               | 1910               | 1921               | 1931               | 1948               | 1953               | 1961               | 1971               | 1981               | 1991               | 2001               | 2011               |
| 0                  | 0                  | 0                  | 0                  | 0                  | 0                  | 0                  | 191                | 216                | 262                | 252                | 200                | 139                | 130                | 79                 | 54                 |